# Aggloliner
Aggloliner was de benaming voor een comfortabele snelbus die alleen voorkwam in de Nederlandse provincies Groningen en Drenthe van januari 2000 tot en met december 2002. De merknaam Aggloliner was afgeleid van het begrip agglomeratie.
Vervoerder Arriva bedacht de Aggloliner als alternatief voor de Interliner, de snelbusformule van de VSN-Groep die tot een aantal jaren geleden door vrijwel alle Nederlandse streekvervoerders werd gehanteerd. Het concept werd alleen toegepast op enkele bestaande lijnen van en naar Groningen in een straal van ongeveer 20 kilometer. Het kwam, afgezien van de naam, vrijwel overeen met dat van de Interliner: comfortabele bussen met een beperkt aantal haltes op verbindingen waarin het spoorwegnet niet voorzag.
Toen in 2002 bekend werd dat de NS per 1 januari 2004 ging stoppen met het uitgeven van interlinerkaartjes, kwamen Arriva en een aantal andere grote vervoerders met het idee om een gezamenlijk HOV-tarief te ontwikkelen. Dit werd de Qliner. Per 1 januari 2003 verdween hiermee de Aggloliner en werd de benaming langzaamaan vervangen door Qliner. De huisstijl bleef nog enkele jaren op de bussen te zien, al stond er geen Aggloliner meer, maar Qliner.

## Materieel
Speciaal voor de Aggloliner bestelde Arriva 12 bussen van het type Mercedes-Benz Integro L. Zij kregen de nummers 5810-5821.

## Lijnnummers[2]
- 506 Groningen - Ten Boer
- 507 Groningen - Zuidwolde - Bedum
- 516 Groningen - Midwolde - Leek
- 517 Groningen - Peize - Roden
- 518 Groningen - Westlaren - Zuidlaren - Annen